# Bước nhảy hoàn vũ (mùa 4)
Bước nhảy hoàn vũ 2013 là mùa đầu tiên của chương trình truyền hình thực tế Bước nhảy hoàn vũ do Đài truyền hình Việt Nam và công ty Cát Tiên Sa phối hợp sản xuất dựa trên bản nhượng quyền của loạt chương trình truyền hình Anh. Mùa thứ nhất được phát sóng trên kênh VTV3 từ ngày 23 tháng 3 đến ngày 25 tháng 5 năm 2013, với sự tham gia của 8 thí sinh là người nổi tiếng.
Lương Mạnh Hải và Đông Nhi đã được chọn làm những người dẫn chương trình chính. Hội đồng giám khảo bao gồm hai giám khảo chuyên môn là Khánh Thi, Trần Ly, và Lê Hoàng cùng hai giám khảo nghệ thuật là đạo diễn Trần Ly và Lê Hoàng.
Yến Trang đã trở thành người chiến thắng của Bước nhảy hoàn vũ mùa 4. Các giải thưởng người chiến thắng nhận được bao gồm 150.000.000 đồng tiền thưởng và phiếu tập luyện miễn phí tại California Wow trị giá $2.000.

## Đội
| Thí sinh        | Nghề nhiệp         | Bạn nhảy          | Kết quả                             |
| --------------- | ------------------ | ----------------- | ----------------------------------- |
| Ngọc Tình       | Người mẫu          | Mihaela Pavlova   | Bị loai sớm nhất on April 6, 2013   |
| Trương Thế Vinh | Ca sĩ              | Ina Chokova       | Bị loai sớm nhì on April 13, 2013   |
| Maya            | Ca sĩ và diễn viên | Kristian Yordanov | Bị loai sớm thứ 3 on April 20, 2013 |
| Hòa Hiệp        | Diễn viên          | Vesela Dimova     | Bị loai sớm thứ 4 on April 27, 2013 |
| Bảo Anh         | Ca sĩ              | Atanas Malamov    | Bị loai sớm thứ 5 on May 4, 2013    |
| Hồ Vĩnh Khoa    | Diễn viên          | Anna Sildova      | Bị loai sớm thứ 6 on May 11, 2013   |
| Ngọc Quyên      | Người mẫu          | Daniel Denev      | Bị loai sớm thứ 7 on May 18, 2013   |
| Lan Phương      | Diễn viên          | Valeri Ivanov     | Hạng 3 on May 25, 2013              |
| Ngô Kiến Huy    | Ca sĩ              | Victoria Gencheva | Hạng 2 on May 25, 2013              |
| Yến Trang       | Ca sĩ              | Tihomir Gavrilov  | Vộ địch on May 25, 2013             |

## Scores
| Couple              | Place | 1  | 2  | 3  | 1+2+3 | 4  | 5  | 6  | 7       | 8        | 9        | 10       |
| ------------------- | ----- | -- | -- | -- | ----- | -- | -- | -- | ------- | -------- | -------- | -------- |
| Yến Trang & Tihomir | 1     | 26 | 36 | 36 | 98    | 31 | 36 | 36 | 37+5=42 | –        | 36+35=71 | 38+39=77 |
| Kiến Huy & Victoria | 2     | 23 | 31 | 33 | 87    | 37 | 38 | 39 | 36+6=42 | 36+36=72 | 34+35=69 | 37+36=73 |
| Lan Phương & Valeri | 3     | 29 | 32 | 35 | 96    | 34 | 36 | 35 | 34+4=38 | 36+36=72 | 36+39=75 | 36+40=76 |
| Ngọc Quyên & Daniel | 4     | 23 | 35 | 33 | 91    | 36 | 33 | 33 | 32+2=34 | 38+36=74 | 34+34=68 |          |
| Vĩnh Khoa & Anna    | 5     | 25 | 35 | 31 | 91    | 35 | 33 | 35 | 34+3=37 | 33+32=65 |          |          |
| Bảo Anh & Atanas    | 6     | 25 | 31 | 32 | 88    | 32 | 35 | 34 | 32+1=33 |          |          |          |
| Hòa Hiệp & Vesela   | 7     | 25 | 31 | 31 | 87    | 30 | 30 | 31 |         |          |          |          |
| Maya & Kristian     | 8     | 25 | 31 | 37 | 93    | 32 | 30 |    |         |          |          |          |
| Thế Vinh & Ina      | 9     | 23 | 34 | 32 | 89    | 30 |    |    |         |          |          |          |
| Ngọc Tình & Mihaela | 10    | 22 | 31 | 32 | 85    |    |    |    |         |          |          |          |

Red numbers indicate the lowest score for each week.
Green numbers indicate the highest score for each week.
     indicates the couple eliminated that week.
     indicates the returning couple that finished in the bottom two.
     indicates the winning couple (the couple that received the highest combined total of judges' scores and viewers' votes).
     indicates the runner-up couple.
     indicates the third-place couple.
     indicates the couple that won the previous episode and gained immunity for the week.

## Averages
This table only counts dances scored on the traditional 40-points scale. Week 1 scores were adjusted to be out of 40.
| Rank by average | Place | Couple              | Total points | Number of dances | Average |
| --------------- | ----- | ------------------- | ------------ | ---------------- | ------- |
| 1               | 3     | Lan Phương & Valeri | 467.7        | 13               | 35.98   |
| 2               | 1     | Yến Trang & Tihomir | 394.7        | 11               | 35.88   |
| 3               | 2     | Kiến Huy & Victoria | 458.7        | 13               | 35.28   |
| 4               | 4     | Ngọc Quyên & Daniel | 374.7        | 11               | 34.06   |
| 5               | 5     | Vĩnh Khoa & Anna    | 301.3        | 9                | 33.48   |
| 6               | 6     | Bảo Anh & Atanas    | 229.3        | 7                | 32.76   |
| 7               | 8     | Maya & Kristian     | 163.3        | 5                | 32.66   |
| 8               | 9     | Thế Vinh & Ina      | 126.7        | 4                | 31.68   |
| 9               | 7     | Hòa Hiệp & Vesela   | 186.3        | 6                | 31.05   |
| 10              | 10    | Ngọc Tình & Mihaela | 92.3         | 3                | 30.77   |

## Highest and lowest scoring performances
The best and worst performances in each dance according to the judges' marks are as follows:
| Dance                 | Best dancer(s)                     | Best score | Worst dancer(s)    | Worst score |
| --------------------- | ---------------------------------- | ---------- | ------------------ | ----------- |
| Samba                 | Yến Trang Lan Phương               | 36         | Ngọc Tình          | 29.3        |
| Contemporary          | Lan Phương                         | 36         | Ngô Kiến Huy       | 30.7        |
| Rumba                 | Maya                               | 37         | Trương Thế Vinh    | 30          |
| Modern                | Hồ Vĩnh Khoa                       | 33.3       | Hồ Vĩnh Khoa       | 32          |
| American Smooth Waltz | Yến Trang                          | 34.7       |                    |             |
| Hip-hop               | Hòa Hiệp                           | 33.3       |                    |             |
| Paso Doble            | Yến Trang                          | 36         | Bảo Anh            | 32          |
| Swing/Broadway        | Lan Phương                         | 38.7       |                    |             |
| Cha-cha-cha           | Ngô Kiến Huy                       | 37         | Maya               | 30          |
| Waltz                 | Yến Trang                          | 38         | Hòa Hiệp           | 30          |
| Jive                  | Ngô Kiến Huy                       | 38         | Bảo Anh Ngọc Tình  | 31          |
| Quickstep             | Yến Trang                          | 36         | Maya               | 32          |
| Tango                 | Ngọc Quyên                         | 36         | Trương Thế Vinh    | 32          |
| Broadway              | Ngô Kiến Huy                       | 39         | Hòa Hiệp           | 31          |
| Fusion                | Yến Trang                          | 37         | Bảo Anh Ngọc Quyên | 32          |
| Swing Marathon        | Ngô Kiến Huy                       | 6          | Bảo Anh            | 1           |
| Argentine Tango       | Ngọc Quyên                         | 38         | Hồ Vĩnh Khoa       | 33          |
| Trio Dance            | Lan Phương Ngọc Quyên Ngô Kiến Huy | 36         | Hồ Vĩnh Khoa       | 32          |
| Freestyle             | Lan Phương                         | 40         | Ngô Kiến Huy       | 36          |

## Couples' Highest and Lowest Scoring Dances
According to the traditional 40-point scale:
| Couples             | Highest Scoring Dance(s)    | Score | Lowest Scoring Dance(s) | Score |
| ------------------- | --------------------------- | ----- | ----------------------- | ----- |
| Yến Trang & Tihomir | Freestyle                   | 39    | Rumba                   | 31    |
| Kiến Huy & Victoria | Broadway                    | 39    | Contemporary            | 30.7  |
| Lan Phương & Valeri | Freestyle                   | 40    | Cha-cha-cha             | 32    |
| Ngọc Quyên & Daniel | Argentine Tango             | 38    | Rumba                   | 30.7  |
| Vĩnh Khoa & Anna    | Quickstep, Tango & Broadway | 35    | Rumba                   | 31    |
| Bảo Anh & Atanas    | Samba                       | 35    | Jive                    | 31    |
| Hòa Hiệp & Vesela   | Hip-hop                     | 33.3  | Waltz & Samba           | 30    |
| Maya & Kristian     | Rumba                       | 37    | Cha-cha-cha             | 30    |
| Thế Vinh & Ina      | Cha-cha-cha                 | 34    | Rumba                   | 30    |
| Ngọc Tình & Mihaela | Rumba                       | 32    | Samba                   | 29.3  |

## Songs and Individual Scoring
Unless indicated otherwise, individual judges scores in the charts below (given in parentheses) are listed in this order from left to right: Guest judge, Trần Ly Ly, Lê Hoàng, Khánh Thi.

### Week 1
Individual judges scores in the charts below (given in parentheses) are listed in this order from left to right: Trần Ly Ly, Lê Hoàng, Khánh Thi.
Running order
| Couple              | Score        | Dance                 | Music                                                     | Ranking points | Ranking points | Ranking points |
| Couple              | Score        | Dance                 | Music                                                     | Judges         | Audience       | Total          |
| ------------------- | ------------ | --------------------- | --------------------------------------------------------- | -------------- | -------------- | -------------- |
| Thế Vinh & Ina      | 23 (8,7,8)   | Samba                 | "Tarzan Boy" — Baltimora "Coco Jamboo" – Mr. President    | 4              | 3              | 7              |
| Bảo Anh & Atanas    | 25 (9,8,8)   | Contemporary          | "Words" — Skylar Grey                                     | 8              | 10             | 18             |
| Ngọc Quyên & Daniel | 23 (8,7,8)   | Kung fu Rumba         | "Chờ người nơi ấy" – Uyen Linh                            | 4              | 5              | 9              |
| Kiến Huy & Victoria | 23 (8,7,8)   | Freestyle             | "I Will Always Love You" — Dolly Parton                   | 4              | 7              | 11             |
| Vĩnh Khoa & Anna    | 25 (9,8,8)   | Freestyle             | "Harlem Shake" – Baauer "Run the World (Girls)" – Beyoncé | 8              | 8              | 16             |
| Yến Trang & Tihomir | 26 (10,8,8)  | American Smooth Waltz | "Tình ca phố" – Đức Tuấn                                  | 9              | 4              | 13             |
| Ngọc Tình & Mihaela | 22 (7,7,8)   | Samba                 | "I Like to Move It" – Reel 2 Real                         | 1              | 1              | 2              |
| Hòa Hiệp & Vesela   | 25 (9,8,8)   | Hip-hop               | "Thiên đàng búp bê" — Ca nhạc thiếu nhi "Low" — Flo Rida  | 8              | 6              | 14             |
| Maya & Kristian     | 25 (9,8,8)   | Paso Doble            | "España cañí" — Pascual Marquina Narro                    | 8              | 2              | 10             |
| Lan Phương & Valeri | 29 (10,10,9) | Swing/Broadway        | "Diamonds Are a Girl's Best Friend" — Marilyn Monroe      | 10             | 9              | 19             |

### Week 2
- Guest judge: Cao Thị Đoan Trang, singer, season 1 runner-up and former co-host.

Individual judges scores in the charts below (given in parentheses) are listed in this order from left to right: Cao Thị Đoan Trang, Trần Ly Ly, Lê Hoàng, Khánh Thi.
Running order
| Couple              | Score         | Dance       | Music                                                            | Ranking points | Ranking points | Ranking points |
| Couple              | Score         | Dance       | Music                                                            | Judges         | Audience       | Total          |
| ------------------- | ------------- | ----------- | ---------------------------------------------------------------- | -------------- | -------------- | -------------- |
| Lan Phương & Valeri | 32 (8,8,8,8)  | Cha-cha-cha | "GoldenEye" — Tina Turner                                        | 6              | 5              | 11             |
| Kiến Huy & Victoria | 31 (8,8,7,8)  | Waltz       | "Rilassamento" – Gianni Pavesi                                   | 5              | 9              | 14             |
| Bảo Anh & Atanas    | 31 (8,8,8,7)  | Jive        | "Dirty Dancer" – Enrique Iglesias with Usher featuring Lil Wayne | 5              | 4              | 9              |
| Vĩnh Khoa & Anna    | 35 (9,9,8,9)  | Quickstep   | "Show Me How You Burlesque" — Christina Aguilera                 | 9              | 8              | 17             |
| Thế Vinh & Ina      | 34 (9,9,8,8)  | Cha-cha-cha | "I Need to Know" – Marc Anthony                                  | 7              | 6              | 13             |
| Maya & Kristian     | 31 (9,8,7,7)  | Waltz       | "Don't Close Your Eyes" – Keith Whitley                          | 5              | 2              | 7              |
| Ngọc Tình & Mihaela | 31 (8,8,7,8)  | Jive        | "Candyman" – Christina Aguilera                                  | 5              | 1              | 6              |
| Ngọc Quyên & Daniel | 35 (9,8,9,9)  | Waltz       | "My Heart Will Go On" – Celine Dion                              | 9              | 10             | 19             |
| Hòa Hiệp & Vesela   | 31 (8,8,7,8)  | Cha-cha-cha | "Unchain My Heart" – Ray Charles                                 | 5              | 3              | 8              |
| Yến Trang & Tihomir | 36 (10,9,8,9) | Quickstep   | "Vive Le Swing" – In-Grid                                        | 10             | 7              | 17             |

### Week 3
- Guest judge: Trần Thị Thủy Tiên, singer, season 2 runner-up.

Individual judges scores in the charts below (given in parentheses) are listed in this order from left to right: Trần Thị Thủy Tiên, Trần Ly Ly, Lê Hoàng, Khánh Thi.
Running order
| Couple              | Score          | Dance      | Music                                      | Ranking points | Ranking points | Ranking points | Result     |
| Couple              | Score          | Dance      | Music                                      | Judges         | Audience       | Total          | Result     |
| ------------------- | -------------- | ---------- | ------------------------------------------ | -------------- | -------------- | -------------- | ---------- |
| Yến Trang & Tihomir | 36 (10,9,8,9)  | Paso Doble | "Diamonds" — Rihanna                       | 9              | 6              | 15             | Safe       |
| Hòa Hiệp & Vesela   | 31 (8,8,7,8)   | Rumba      | "Tender Heart" – Lionel Richie             | 2              | 3              | 5              | Safe       |
| Thế Vinh & Ina      | 32 (8,8,8,8)   | Tango      | "Beat It" – Michael Jackson                | 5              | 1              | 6              | Bottom two |
| Bảo Anh & Atanas    | 32 (9,8,8,7)   | Paso Doble | "Unstoppable" — E.S. Posthumus             | 5              | 7              | 12             | Safe       |
| Ngọc Tình & Mihaela | 32 (9,8,7,8)   | Rumba      | "I Don't Want to Miss a Thing" — Aerosmith | 5              | 4              | 9              | Eliminated |
| Kiến Huy & Victoria | 33 (9,8,8,8)   | Tango      | "Nobody" – Wonder Girls                    | 7              | 9              | 16             | Safe       |
| Ngọc Quyên & Daniel | 33 (9,8,9,7)   | Paso Doble | "Air" – Hans Zimmer                        | 7              | 5              | 12             | Safe       |
| Vĩnh Khoa & Anna    | 31 (8,8,7,8)   | Rumba      | "Remember" – James Horner                  | 2              | 2              | 4              | Safe       |
| Lan Phương & Valeri | 35 (9,8,9,9)   | Tango      | "Santa Maria" – Gotan Project              | 8              | 8              | 16             | Safe       |
| Maya & Kristian     | 37 (10,9,10,8) | Rumba      | "Feelings" – Morris Albert                 | 10             | 10             | 20             | Safe       |

### Week 4: Opponents' Choice Week
- Guest judge: Lê Ngọc Minh Hằng, singer and actress, season 3 champion.

Individual judges scores in the charts below (given in parentheses) are listed in this order from left to right: Lê Ngọc Minh Hằng, Trần Ly Ly, Lê Hoàng, Khánh Thi.
Running order
| Couple              | Score         | Dance       | Music                                         | Dance chosen by     | Ranking points | Ranking points | Ranking points | Result     |
| Couple              | Score         | Dance       | Music                                         | Dance chosen by     | Judges         | Audience       | Total          | Result     |
| ------------------- | ------------- | ----------- | --------------------------------------------- | ------------------- | -------------- | -------------- | -------------- | ---------- |
| Bảo Anh & Atanas    | 32 (9,8,7,8)  | Waltz       | "Where Do Broken Hearts Go" – Whitney Houston | Thế Vinh & Ina      | 5              | 4              | 9              | Safe       |
| Lan Phương & Valeri | 34 (9,8,9,8)  | Rumba       | "Fields of Gold" – Sting                      | Maya & Kristian     | 6              | 9              | 15             | Safe       |
| Maya & Kristian     | 32 (8,8,8,8)  | Quickstep   | "Tu Vuò Fà L'Americano" — Renato Carosone     | Hòa Hiệp & Vesela   | 5              | 5              | 10             | Safe       |
| Thế Vinh & Ina      | 30 (8,8,7,7)  | Rumba       | "Hold Me" – Ebba Forsberg                     | Lan Phương & Valeri | 2              | 1              | 3              | Eliminated |
| Hòa Hiệp & Vesela   | 30 (8,7,8,7)  | Waltz       | "Dreamcatcher" – Secret Garden                | Yến Trang & Tihomir | 2              | 6              | 8              | Safe       |
| Yến Trang & Tihomir | 31 (8,8,7,8)  | Rumba       | "Historia de un Amor" – Carlos Eleta Almarán  | Vĩnh Khoa & Anna    | 3              | 3              | 6              | Bottom two |
| Ngọc Quyên & Daniel | 36 (9,9,9,9)  | Tango       | "Alcoba Azul" – Lila Downs                    | Bảo Anh & Atanas    | 8              | 8              | 16             | Safe       |
| Kiến Huy & Victoria | 37 (9,10,9,9) | Cha-cha-cha | "Hush Hush; Hush Hush" – The Pussycat Dolls   | Ngọc Quyên & Daniel | 9              | 7              | 16             | Safe       |
| Vĩnh Khoa & Anna    | 35 (9,9,8,9)  | Tango       | "Libertango" – Ástor Piazzolla                | Kiến Huy & Victoria | 7              | 2              | 9              | Safe       |

### Week 5: Folk Week
- Guest judge: Cao Thị Đoan Trang, singer, season 1 runner-up and former co-host.

Individual judges scores in the charts below (given in parentheses) are listed in this order from left to right: Cao Thị Đoan Trang, Trần Ly Ly, Lê Hoàng, Khánh Thi.
Running order
| Couple              | Score          | Dance                       | Music                                        | Ranking points | Ranking points | Ranking points | Result     |
| Couple              | Score          | Dance                       | Music                                        | Judges         | Audience       | Total          | Result     |
| ------------------- | -------------- | --------------------------- | -------------------------------------------- | -------------- | -------------- | -------------- | ---------- |
| Hòa Hiệp & Vesela   | 30 (8,7,7,8)   | Indian style Samba          | "Made in India" – Alisha Chinai              | 2              | 7              | 9              | Safe       |
| Ngọc Quyên & Daniel | 33 (9,8,8,8)   | Bulgarian style Cha-cha-cha | "Water" – Elitsa Todorova & Stoyan Yankoulov | 4              | 2              | 6              | Bottom two |
| Bảo Anh & Atanas    | 35 (9,9,9,8)   | African style Samba         | "Lo Lo Dzama" – Šum Svistu                   | 5              | 4              | 9              | Safe       |
| Maya & Kristian     | 30 (8,7,8,7)   | Cuban style Cha-cha-cha     | "Ay Mi Cuba" – Celia Cruz & Johnny Pacheco   | 2              | 1              | 3              | Eliminated |
| Vĩnh Khoa & Anna    | 33 (9,8,7,9)   | Spanish style Paso Doble    | "Malagueña" — Brian Setzer                   | 4              | 3              | 7              | Safe       |
| Kiến Huy & Victoria | 38 (10,9,9,10) | Vietnamese style Jive       | "Trống cơm" – traditional                    | 8              | 8              | 16             | Safe       |
| Lan Phương & Valeri | 36 (9,9,9,9)   | American style Jive         | "Red Solo Cup" – Toby Keith                  | 7              | 5              | 12             | Safe       |
| Yến Trang & Tihomir | 36 (10,9,8,9)  | Brazilian style Samba       | "It's Time for Carnival" – Ipanema           | 7              | 6              | 13             | Safe       |

### Week 6: Broadway Week
- Guest judge: Trương Nam Thành, model, season 3 runner-up.

Individual judges scores in the charts below (given in parentheses) are listed in this order from left to right: Trương Nam Thành, Trần Ly Ly, Lê Hoàng, Khánh Thi.
Running order
| Couple              | Score           | Dance    | Music                                                                                         | Ranking points | Ranking points | Ranking points | Result     |
| Couple              | Score           | Dance    | Music                                                                                         | Judges         | Audience       | Total          | Result     |
| ------------------- | --------------- | -------- | --------------------------------------------------------------------------------------------- | -------------- | -------------- | -------------- | ---------- |
| Ngọc Quyên & Daniel | 33 (9,8,8,8)    | Broadway | "Be Italian" — from Nine                                                                      | 2              | 5              | 7              | Safe       |
| Lan Phương & Valeri | 35 (10,9,8,8)   | Broadway | "Cell Block Tango" – from Chicago                                                             | 5              | 2              | 7              | Bottom two |
| Hòa Hiệp & Vesela   | 31 (8,8,7,8)    | Broadway | "Sparkling Diamonds"/"Diamonds Are a Girl's Best Friend"/"Material Girl" – from Moulin Rouge! | 1              | 1              | 2              | Eliminated |
| Yến Trang & Tihomir | 36 (10,9,8,9)   | Broadway | "Shakalaka Baby"/"Chaiyya Chaiyya" – from Bombay Dreams                                       | 6              | 3              | 9              | Safe       |
| Vĩnh Khoa & Anna    | 35 (9,9,8,9)    | Broadway | "Me and My Baby" – from Chicago                                                               | 5              | 4              | 9              | Safe       |
| Bảo Anh & Atanas    | 34 (9,8,9,8)    | Broadway | "I Am a Good Girl" – from Burlesque                                                           | 3              | 7              | 10             | Safe       |
| Kiến Huy & Victoria | 39 (10,9,10,10) | Broadway | "Step in Time" – from Mary Poppins                                                            | 7              | 6              | 13             | Safe       |

### Week 7: Fusion Week
- Guest judge: Việt Tú, director.
- Note: The couple who earns the highest combined total of judges' scores and viewers' votes this week will gain immunity for the next week and will go straight through to the semi-finals.

Individual judges scores in the charts below (given in parentheses) are listed in this order from left to right: Việt Tú, Trần Ly Ly, Lê Hoàng, Khánh Thi.
Running order
| Couple | Score         | Dance(s)               | Music                                                 | Ranking points                     | Ranking points                     | Ranking points                     | Result                             |                                    |
| Couple | Score         | Dance(s)               | Music                                                 | Judges                             | Audience                           | Total                              | Result                             |                                    |
| --- | ------------- | ---------------------- | ----------------------------------------------------- | ---------------------------------- | ---------------------------------- | ---------------------------------- | ---------------------------------- | ---------------------------------- |
| Kiến Huy & Victoria                                                                                             | 36 (9,9,9,9)  | Cha-cha-cha Paso Doble | "Toxic" – Britney Spears                              | 6                                  | 4                                  | 10                                 | Safe                               |                                    |
| Bảo Anh & Atanas                                                                                                | 32 (8,8,8,8)  | Tango Cha-cha-cha      | "Scream & Shout" – will.i.am featuring Britney Spears | 1                                  | 1                                  | 2                                  | Eliminated                         |                                    |
| Yến Trang & Tihomir                                                                                             | 37 (9,9,9,10) | Tango Paso Doble       | "Tanguera" — Mariano Mores                            | 6                                  | 6                                  | 12                                 | Safe                               |                                    |
| Vĩnh Khoa & Anna                                                                                                | 34 (9,8,8,9)  | Tango Cha-cha-cha      | "Die Young" — Ke$ha                                   | 3                                  | 3                                  | 6                                  | Safe                               |                                    |
| Ngọc Quyên & Daniel                                                                                             | 32 (8,8,8,8)  | Foxtrot Cha-cha-cha    | "Theme from New York, New York" – Frank Sinatra       | 2                                  | 2                                  | 4                                  | Bottom two                         |                                    |
| Lan Phương & Valeri                                                                                             | 34 (8,9,9,8)  | Quickstep Samba        | "Jazz Machine" – Black Machine                        | 4                                  | 5                                  | 9                                  | Safe                               |                                    |
| Bảo Anh & Atanas N. Quyên & Daniel Vĩnh Khoa & Anna Lan Phương & Valeri Yến Trang & Tihomir Kiến Huy & Victoria | 1 2 3 4 5 6   | Swing Marathon         | "Blue Suede Shoes" – Elvis Presley                    | "Blue Suede Shoes" – Elvis Presley | "Blue Suede Shoes" – Elvis Presley | "Blue Suede Shoes" – Elvis Presley | "Blue Suede Shoes" – Elvis Presley | "Blue Suede Shoes" – Elvis Presley |

### Week 8: Trio Challenge Week
- Guest judge: Trần Thị Thủy Tiên, singer, season 2 runner-up.
- Note: Yến Trang & Tihomir, who earned the highest combined total of judges' scores and viewers' votes last week, are immune this week. Their dances this week will not be scored and the audience will not be able to vote for them. They will go straight through to next week.

Individual judges scores in the charts below (given in parentheses) are listed in this order from left to right: Trần Thị Thủy Tiên, Trần Ly Ly, Lê Hoàng, Khánh Thi.
Running order
| Couple              | Trio Dance Partner | Score          | Dance(s)           | Music                                            | Ranking points | Ranking points | Ranking points | Result     |
| Couple              | Trio Dance Partner | Score          | Dance(s)           | Music                                            | Judges         | Audience       | Total          | Result     |
| ------------------- | ------------------ | -------------- | ------------------ | ------------------------------------------------ | -------------- | -------------- | -------------- | ---------- |
| Yến Trang & Tihomir | Ina Chokova        | N/A            | Argentine Tango    | "Bust Your Windows" — Jazmine Sullivan           | —              | —              | —              | Immunity   |
| Yến Trang & Tihomir | Ina Chokova        | N/A            | Cha-cha-cha Modern | "Gentleman"/"Gangnam Style" – Psy                | —              | —              | —              | Immunity   |
| Vĩnh Khoa & Anna    | Atanas Malamov     | 33 (8,8,8,9)   | Argentine Tango    | "Así Se Baila El Tango" — Veronica Verdier       | 1              | 1              | 2              | Eliminated |
| Vĩnh Khoa & Anna    | Atanas Malamov     | 32 (8,8,8,8)   | Modern             | "Let's Step Up" – After School                   | 1              | 1              | 2              | Eliminated |
| Lan Phương & Valeri | Mihaela Pavlova    | 36 (9,9,9,9)   | Argentine Tango    | "Whatever Lola Wants" — Sarah Vaughan            | 3              | 2              | 5              | Bottom two |
| Lan Phương & Valeri | Mihaela Pavlova    | 36 (9,9,8,10)  | Contemporary       | "Heart Cry" – Drehz                              | 3              | 2              | 5              | Bottom two |
| Ngọc Quyên & Daniel | Kristian Yordanov  | 38 (10,9,9,10) | Argentine Tango    | "Tanguera" — Mariano Mores                       | 4              | 4              | 8              | Safe       |
| Ngọc Quyên & Daniel | Kristian Yordanov  | 36 (10,9,8,9)  | Rumba              | "When You Tell Me That You Love Me" – Diana Ross | 4              | 4              | 8              | Safe       |
| Kiến Huy & Victoria | Vesela Midova      | 36 (9,9,8,10)  | Argentine Tango    | "In-Tango" – In-Grid                             | 3              | 3              | 6              | Safe       |
| Kiến Huy & Victoria | Vesela Midova      | 36 (9,9,9,9)   | Freestyle          | "Super Bass" – Nicki Minaj                       | 3              | 3              | 6              | Safe       |

### Week 9: Semi-Finals
- Guest judge: Lê Ngọc Minh Hằng, singer and actress, season 3 champion.

Individual judges scores in the charts below (given in parentheses) are listed in this order from left to right: Lê Ngọc Minh Hằng, Trần Ly Ly, Lê Hoàng, Khánh Thi.
Running order
| Couple              | Score           | Dance(s)               | Music                                                          | Ranking points | Ranking points | Ranking points | Result     |
| Couple              | Score           | Dance(s)               | Music                                                          | Judges         | Audience       | Total          | Result     |
| ------------------- | --------------- | ---------------------- | -------------------------------------------------------------- | -------------- | -------------- | -------------- | ---------- |
| Ngọc Quyên & Daniel | 34 (8,9,9,8)    | Samba                  | "Hip Hip Chin Chin" — Club des Belugas                         | 1              | 1              | 2              | Eliminated |
| Ngọc Quyên & Daniel | 34 (9,8,8,9)    | Tango Paso Doble       | "Bad" — Michael Jackson                                        | 1              | 1              | 2              | Eliminated |
| Lan Phương & Valeri | 36 (9,9,9,9)    | Samba                  | "Cinema Italiano" – Kate Hudson                                | 4              | 3              | 7              | Safe       |
| Lan Phương & Valeri | 39 (10,10,9,10) | Freestyle              | "Earth Song" — Michael Jackson                                 | 4              | 3              | 7              | Safe       |
| Kiến Huy & Victoria | 34 (9,8,8,9)    | Samba                  | "Mario Song"                                                   | 2              | 2              | 4              | Bottom two |
| Kiến Huy & Victoria | 35 (9,9,8,9)    | Cha-cha-cha Freestyle  | "Dangerous"/"Smooth Criminal" – Michael Jackson                | 2              | 2              | 4              | Bottom two |
| Yến Trang & Tihomir | 36 (10,9,8,9)   | Samba                  | "Beautiful Liar" – Beyoncé and Shakira                         | 3              | 4              | 7              | Safe       |
| Yến Trang & Tihomir | 35 (9,9,8,9)    | Cha-cha-cha Paso Doble | "They Don't Care About Us"/"Smooth Criminal" – Michael Jackson | 3              | 4              | 7              | Safe       |

### Week 10: Finals
- Guest judge: Cao Thị Đoan Trang, singer, season 1 runner-up and former co-host.

Individual judges scores in the charts below (given in parentheses) are listed in this order from left to right: Cao Thị Đoan Trang, Trần Ly Ly, Lê Hoàng, Khánh Thi.
Running order
| Couple              | Score            | Dance     | Music                                                                            | Ranking points | Ranking points | Ranking points | Result      |
| Couple              | Score            | Dance     | Music                                                                            | Judges         | Audience       | Total          | Result      |
| ------------------- | ---------------- | --------- | -------------------------------------------------------------------------------- | -------------- | -------------- | -------------- | ----------- |
| Lan Phương & Valeri | 36 (8,10,8,10)   | Rumba     | "Wish You Were Here" – Bliss                                                     | 2              | 1              | 3              | Third place |
| Lan Phương & Valeri | 40 (10,10,10,10) | Freestyle | "Cuppy Cake"/"A New Day Has Come – Céline Dion/"You Raise Me Up" – Secret Garden | 2              | 1              | 3              | Third place |
| Kiến Huy & Victoria | 37 (9,9,9,10)    | Jive      | "60 Năm Cuộc Đời" – Y Vân                                                        | 1              | 2              | 3              | Runner-up   |
| Kiến Huy & Victoria | 36 (9,9,9,9)     | Freestyle | "Firework" – Katy Perry                                                          | 1              | 2              | 3              | Runner-up   |
| Yến Trang & Tihomir | 38 (10,10,9,9)   | Waltz     | "Biết ơn chị Võ Thị Sáu" – Nguyễn Đức Toàn                                       | 3              | 3              | 6              | Winner      |
| Yến Trang & Tihomir | 39 (10,10,9,10)  | Freestyle | "Matsuri" – Kitarō                                                               | 3              | 3              | 6              | Winner      |

Other performances
| Couple              | Dance         | Music                                                               |
| ------------------- | ------------- | ------------------------------------------------------------------- |
| Ngọc Tình & Mihaela | Rumba         | "Santa Maria" – Gotan Project                                       |
| Hòa Hiệp & Vesela   | Jive          | "Hit the Road Jack" — Ray Charles                                   |
| Maya & Kristian     | Rumba         | "Nếu Biết Trước" – Tâm Đoan                                         |
| Thế Vinh & Ina      | Paso Doble    | "The Puss Suite" – Henry Pryce Jackman                              |
| Bảo Anh & Atanas    | Hip-hop       | "Barbie Girl" — Aqua"/"Rude Boy" – Rihanna"/"Crazy In Love"—Beyoncé |
| Vĩnh Khoa & Anna    | Hip-hop/Rumba | "Tình Về Nơi Đâu" – Thanh Bùi featuring Tata Young                  |
| Ngọc Quyên & Daniel | Waltz         | "Come Away with Me" – Norah Jones                                   |

## Dance chart
The celebrities and professional partners danced one of these routines for each corresponding week:
- Week 1: One unlearned dance
- Week 2: Cha-cha-cha or Waltz or Jive or Quickstep
- Week 3: Paso Doble or Rumba or Tango
- Week 4: One unlearned dance from week 2 or 3 (Opponents' Choice Week)
- Week 5: One unlearned Latin dance with elements of a folk dance
- Week 6: Broadway dance
- Week 7: One dance of two combined styles (Fusion) and Swing marathon
- Week 8: Argentine Tango and a Trio dance
- Week 9: Samba and a Fusion or Freestyle dance to Michael Jackson's music
- Week 10: Judges' choice dance and Freestyle

| Couple              | 1                     | 2           | 3          | 4           | 5                           | 6        | 7                      | 7     | 8               | 8                  | 9     | 9                      | 10    | 10            |
| ------------------- | --------------------- | ----------- | ---------- | ----------- | --------------------------- | -------- | ---------------------- | ----- | --------------- | ------------------ | ----- | ---------------------- | ----- | ------------- |
| Yến Trang & Tihomir | American Smooth Waltz | Quickstep   | Paso Doble | Rumba       | Brazilian style Samba       | Broadway | Tango Paso Doble       | Swing | Argentine Tango | Cha-cha-cha Modern | Samba | Cha-cha-cha Paso Doble | Waltz | Freestyle     |
| Kiến Huy & Victoria | Contemporary          | Waltz       | Tango      | Cha-cha-cha | Vietnamese style Jive       | Broadway | Cha-cha-cha Paso Doble | Swing | Argentine Tango | Freestyle          | Samba | Cha-cha-cha Freestyle  | Jive  | Freestyle     |
| Lan Phương & Valeri | Swing/Broadway        | Cha-cha-cha | Tango      | Rumba       | American style Jive         | Broadway | Quickstep Samba        | Swing | Argentine Tango | Contemporary       | Samba | Freestyle              | Rumba | Freestyle     |
| Ngọc Quyên & Daniel | Kung fu Rumba         | Waltz       | Paso Doble | Tango       | Bulgarian style Cha-cha-cha | Broadway | Foxtrot Cha-cha-cha    | Swing | Argentine Tango | Rumba              | Samba | Tango Paso Doble       |       | Waltz         |
| Vĩnh Khoa & Anna    | Modern                | Quickstep   | Rumba      | Tango       | Spanish style Paso Doble    | Broadway | Tango Cha-cha-cha      | Swing | Argentine Tango | Modern             |       |                        |       | Hip-hop/Rumba |
| Bảo Anh & Atanas    | Contemporary          | Jive        | Paso Doble | Waltz       | African style Samba         | Broadway | Tango Cha-cha-cha      | Swing |                 |                    |       |                        |       | Hip-hop       |
| Hòa Hiệp & Vesela   | Hip-hop               | Cha-cha-cha | Rumba      | Waltz       | Indian style Samba          | Broadway |                        |       |                 |                    |       |                        |       | Jive          |
| Maya & Kristian     | Paso Doble            | Waltz       | Rumba      | Quickstep   | Cuban style Cha-cha-cha     |          |                        |       |                 |                    |       |                        |       | Rumba         |
| Thế Vinh & Ina      | Samba                 | Cha-cha-cha | Tango      | Rumba       |                             |          |                        |       |                 |                    |       |                        |       | Paso Doble    |
| Ngọc Tình & Mihaela | Samba                 | Jive        | Rumba      |             |                             |          |                        |       |                 |                    |       |                        |       | Rumba         |

     Highest scoring dance
     Lowest scoring dance
     Danced, but not scored